# Gustaf Broling
Gustaf Broling, född 11 april 1766 på Lundsgård i Edsbergs socken, Närke, död 12 april 1838 i Stockholm, var en svensk mekaniker, kopparstickare, litograf, bildkonstnär, träsnidare och bergsråd. Han var farbror till gravören Carl Abraham Broling.

## Biografi
Gustaf Broling började 1783 studera vid Uppsala universitet och tog bergsexamen 1788. Han blev auskultant i Bergskollegium 1789, utnämndes till bergsproberare 1795 och bergmästare 1803. År 1814 blev han kungliga myntverkets "myntvardie" (härmed avses väl en inspektör av metallhalten i de präglade mynten) och föreståndare för Bergskollegiums laboratorium och mineralkabinett. Han fick 1817 titeln bergsråd och pensionerades 1836.
1793 grundade han ett gjuteri vid Karlsdals bruk i Värmland. Broling gjorde 1797–1799 en resa till England där han bland annat studerade tillverkningstekniker för gjutjärn och saltglaserad keramik. Hans nyvunna kunskaper användes omgående i Eric Ruuths anläggningar i Helsingborg, och vid Rörstrands flintgodsframställning. Materialet han samlade på sig sammanställde han i "Anteckningar under en resa i England åren 1797, 1798 och 1799" som gavs ut i tre textdelar och en planschdel 1811–1817. De 32 planscherna gjordes i kopparstick och utifrån erfarenheterna från denna resa grundade han flera verkstäder och fabriker.
Han invaldes 1797 i Vetenskapsakademin och hade 1819–1831 ansvar för dess bibliotek. Han tilldelades 1811 Vetenskapsakademins guldmedalj och 1813 Svenska Akademiens lundbladska pris. Bland hans lärjungar finns Jean Bolinder. Utöver vetenskapliga skrifter, tycks han även ha diktat visor.

### Familj
Broling gifte sig 1816 i Stockholm med Sara Margareta Brunnmark (1771–1854), dotter till kyrkoherden Petrus Brunnmark och Sara Brita Svedelius. Sara Margareta Brunnmark var änka efter kyrkoherden Samuel Nisser i Västra Vingåkers församling.